# Слухинська Марія Дмитрівна
Марія Дмитрівна Слухинська (1928, село Щербинці, Королівство Румунія, тепер Новоселицького району Чернівецької області) — українська радянська діячка, новатор сільськогосподарського виробництва, ланкова колгоспу «Перемога» Новоселицького району Чернівецької області. Депутат Верховної Ради УРСР 6-го скликання.

## Біографія
Народилася у селянській родині. Працювала у сільському господарстві.
З 1947 року — колгоспниця, ланкова колгоспу «Перемога» села Щербинці Новоселицького району Чернівецької області. Збирала високі врожаї кукурудзи і цукрових буряків.